# پیر لوئیجی سیمونتی
پیر لوئیجی سیمونتی (انگلیسی: Pier Luigi Simonetti؛ زادهٔ ۴ ژانویهٔ ۲۰۰۱) بازیکن فوتبال اهل ایتالیا است.